# 서영택 (공무원)
서영택(徐榮澤, 1939년 4월 23일 ~ )은 대한민국의 공무원이다. 본관은 이천 서씨
고등고시 행정과에 합격하여 공직에 입문한 뒤, 재무부 세제국장과 차관보, 제7대 국세청장, 제26대 건설부 장관 등을 역임했다. 공직 퇴임 후에는 김앤장 법률사무소의 고문세무사로 있다. 종교는 천주교이며, 세례명은 아우구스티노이다.

## 학력
- 경북고등학교 졸업
- 서울대학교 경제학 학사
- 서울대학교 대학원 경제학 석사
- 미국 하버드 로스쿨 법률과학 박사(S.J.D.)

## 수상
- 청조근정훈장
- 홍조근정훈장

| 전임 정영의 | 제13대 재무부 제2차관보 1985년 2월 22일 ~ 1988년 3월 4일 | 후임 이수휴 |

| 전임 성용욱 | 제7대 국세청장 1988년 3월 5일 ~ 1991년 12월 20일 | 후임 추경석 |

| 전임 이진설 | 제24대 건설부 장관 1991년 12월 19일 ~ 1993년 2월 25일 | 후임 허재영 |